# MOSQUITO SPIRAL
MOSQUITO SPIRAL（モスキートスパイラル）は、日本のロックバンド。

## メンバー
- BAKI … ボーカル
GASTUNK、ex.EXECUTE、#9
- KASUGA … ギター
ex.THE POGO、THE RYDERS、LAUGHIN' NOSE、DISSARAY、IDIOT IDOLATERS、DESSERT
- 穴井仁吉 … ベース
MOTO-PSYCHO R&R SERVICE、WOOHOO等、ex.ザ・ロッカーズ、ルースターズ、シーナ&ザ・ロケッツ、VooDoo Hawaiians、THE WILLARD、Zi:LiE-YA、等
- KYO … ドラム(2008.7.-)
ex.MAD3

### 元メンバー
- KYOYA（杉木 匡弥：1962年8月27日 群馬県前橋市出身）(結成時-2008.4.脱退) … ドラムス
ex.THE WILLARD、VICKY、CANDY ON BOOGIE MOBILE、LAUGHIN' NOSE

## 概略
中山加奈子企画のイベントで意気投合したBAKI、KASUGA、穴井仁吉、KYOYAの4人が、2004年にMOSQUITO SPIRALとして本格的な活動を開始。
『ISOLATION OF VAMPIRE』『MARBLES』『GRAVEST HITS VOL.1』3枚のアルバムをリリース。2008年KYOYAに代わって新ドラマーKYO（ex.MAD3）を迎え、2010年2月、新作「IN THE CROWD」を発売。

## 来歴
2002年
- 10月、赤坂BLITZで開催された中山加奈子（ex.プリンセス・プリンセス）企画のイベントに「ザ・ダムド」のトリビュート・バンドとして出演するため、BAKI、KASUGA、KYOYA等のメンバーが集結。

2003年
- 8月、ベースに穴井仁吉が参加、VooDoo Hawaiiansのライブに、「THE DAMNED TRIBUTE BAND」名義でゲスト出演。

2004年
- 2月、BAKIのベスト・アルバム『マストバキ』に収録する新曲のレコーディングのためメンバーが再集結。バンド名を「MOSQUITO SPIRAL」として本格的に活動開始。
- 12月4日、渋谷DESEOにて初ライブ。

2005年
- 5月、ダムド・トリビュート・アルバム『THE CURSE OF THE DAMNED』に「TEENAGE DREAM」のカバーを収録。
- 12月、ファーストアルバム『ISOLATION OF THE VAMPIRE』発売。

2007年
- 9月、セカンド・アルバム『MARBLES』発売。

2008年
- 4月、ドラムのKYOYAが脱退、LAUGHIN'　NOSEに加入。
- 5月、モーターヘッド・トリビュート・アルバム『MOTORHEAD TRIBUTE』に、「OVER THE TOP」と「OVER KILL」のカバーを2曲収録。
- 7月、全曲アコースティック・アレンジによるセルフカバー・アルバム『GRAVEST HITS VOL.1 FROM ACOUSTIC RECOLLECTION』発売。
- ドラムのKYO（ex.MAD3）加入。
- 11月、オムニバスDVD『JAPANESE STEREOTYPE』発売（2曲収録）。

2009年
- 9月、AUTO-MOD、マダムエドワルダ、LOOPUSと共に参加したイベント「FREAKS OF THE LEGEND」のライブDVDを発売（5曲収録）。

2010年
- 2月、オリジナル・サード・アルバム『IN THE CROWD』発売。
- 4月、「ISOLATION」の新録を収録したREVOLTIST RECORDSのオムニバスアルバム『BAD SINGNAL/GOOD SIGNAL』発売。

## ディスコグラフィ

### アルバム
- ISOLATION OF THE VAMPIRE （2005年12月29日発売）
- MARBLES （2007年9月28日発売）
- GRAVEST HITS VOL.1,FROM ACOUSTIC RECOLLECTION （2008年7月21日発売）
- IN THE CROWD （2010年2月10日発売）

### オムニバスアルバム
- ダムド・トリビュート・アルバム『THE CURSE OF THE DAMNED』
- モーターヘッド・トリビュート・アルバム『MOTORHEAD TRIBUTE』
- 『BAD SINGNAL/GOOD SIGNAL』

### オムニバスDVD
- Japanese Stereotype !!!Break Now!!! 15Bands Live DVD
- "FREAKS OF THE LEGEND" LIVE DVD